# Ітяксов Петро Васильович
Петро Васильович Ітя́ксов (при народженні — Петро Вацлавович Матула; 8 лютого 1922, Пилюгіно — 10 травня 2004, Новоросійськ) — український радянський і російський художник; член Спілки радянських художників України.

## Біографія
Народився 8 лютого 1922 року в селі Пилюгіному (нині Саратовська область, Росія) у багатодітній сім'ї колишнього військовополоненого першої світової війни чеха Вацлава Матули, який взяв шлюб з донькою саратовського купця Ітяксова та згодом поміняв ім'я на Василь та змінив прізвище на прізвище дружини. З дитинства почав малювати і першою його мистецькою школою стала ізостудія Палацу піонерів міста Енгельса. Перед німецько-радянською війною вступив до Саратовського художнього училища.
Під час війни розпочав службу у Чехословацькому піхотному батальйоні полковника Людвіга Свободи, що формувався в Бузулуці. Згодом був переведений до групи розвідників «Клим», яку закинули до глибокого німецького тилу — у протекторат Богемії та Моравії, для контролю переміщень німецьких військових частин. Нагороджений орденом Вітчизняної війни II ступеня (6 листопада 1985).
Після війни працював учителем малювання в Станіславській області, згодом вступив на третій курс Ужгородського художньо-промислового училища, яке закінчив у 1950 році. Навчався, зокрема, в Адальберта Ерделі. Дипломна робота — картина «Комсомольська бригада» (олія, керівник Йосип Бокшай).
До 1964 року мешкав і працював в Ужгороді. Член КПРС з 1959 року. Протягом 1964—1967 років мешкав і працював в Черкасах; у 1967—1969 роках — у Львові (мешкав у будинку на вулиці Верещагіна, № 2, квартира № 6 б); у 1969—1974 роках — в Елісті; з 1974 року — у Новоросійську, де працював ілюстратором газет, декоратором театру. Помер у Новоросійську 10 травня 2004 року.

## Творчість
Працював в галузі станкового (малював карпатські краєвиди та урбаністичні пейзажі) і монументального живопису (створював мозаїки, керамічні кахлі). Серед робіт:
живопис
- «Вечір над Ужем» (1952);
- «Зима в горах» (1955);
- «У Карпатах» (1957);
- «Водопій» (1957);
- «Вечір на Волзі» (1958);
- «Міський пейзаж» (1960);
- «На полонину» (1960);
- «Над Тисою» (1961);
- «Зима» (1963);
- «Черкаси» (1966);
- «Замовлення» (1969);
- «Станція у Карпатах» (1970);
- «По свіжому снігу» (1972);
- «З великої землі» (1974);

монотипії
- серія «Ленінськими місцями» (1969—1970),
- «Розбуджений степ» (1970);
- «Калмичка» (1975).

мозаїки

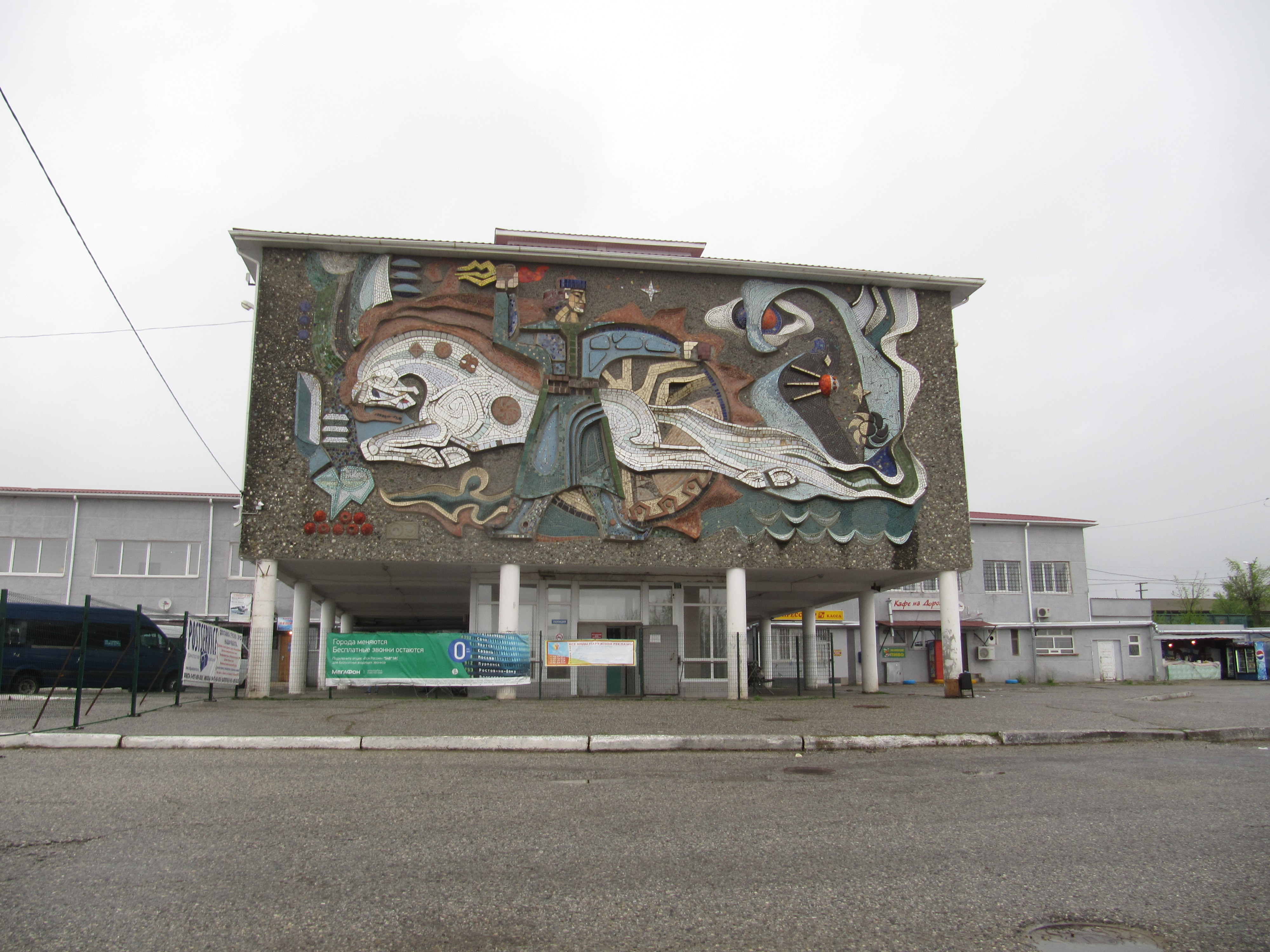
Мозаїка на залізничному вокзалі Елісти.

- стела «Декабристи» у селищі міського типу Кам'янці Воронезької області (1966, у співавторстві);
- стела «Чумаки» при в'їзді до Тернополя (1967);
- «50 років Радянської влади» у селищі Гусятині Тернопільської області (1968);
- на залізничному вокзалі в Елісти[1];
- в концертному залі «Літня естрада» та пансіонаті «Золоті піски» у місті Анапі Краснодарського краю[1].

Брав участь в обласних виставках з 1952 року, всеукраїнських — з 1957 року. Персональні виставки відбулися в Ужгороді у 1955 році, Елісті у 1972 році, Москві, Празі та Їглаві у 2002 році.
Окремі роботи зберігаються у Закарпатському художньому музеї.